# Риксрод
Риксрод (норв. riksrådet, швед. riksrådet, дан. rigsrådet) — державна рада скандинавських королів періоду Середньовіччя і Нового часу. Початок цього інституту поклав стародавній звичай королів з усіх важливих питань запитувати думку своїх найближчих людей. Ті, з ким король радився постійно, поступово вважалися особливо шанованими.

## Структура
Слово «consiliarius» (з латинської — радник) уперше зустрічається у Швеції у 20-ті роки XIII століття, однак як постійний інститут риксрод склався лише до кінця століття. Спочатку цей орган називався «королівською радою», однак під час регентського правління при малолітньому Магнусі Еріксоні вона стала «державною радою». У роки правління Магнуса Еріксона обидві назви існували одночасно. У ландслазі, що виник у цей час, встановлювалася внутрішня організація ради:

Після того, як король обраний, він має призначити свою раду: насперед, архієпископа і єпископів із числа жителів його держави, стільки, скільки йому буде завгодно, а також інших кліриків, які йому здадуться корисними.
§ 1. У королівській раді має бути дванадцять лицарів і свенів, і не більше. [Усі] вищезгадані мають дати королю [таку] клятву:
§ 2. По-перше, мають вони поклястися богом і святинями, які вони повинні тримати [в руках], що вони будуть радити королеві [тільки] те — і в цьому вони закликають у свідки бога, — що буде корисним і вигідним йому і його країні, й не знехтують цим ані під загрозою насильства, ані в інтересах своїх родичів, свояків або друзів.
§ 3. По-друге, що вони будуть усіма своїми силами підтримувати його королівські права, щоб він зміг стримати клятви, які він дав королівству й народу своєму, й вони самі мають обіцяти стримати те ж саме.
§ 4. По-третє, що вони будуть тримати в таємниці [все], що король побажає зберегти в таємниці, і ніколи не відкриють того, що може завдати шкоди йому або його державі.— .
Король був змушений призначати до себе в раду найвпливовіших духовних і світських феодалів, а оскільки їхній вплив зазвичай переходив у спадок і до їхніх нащадків, то незабаром посада члена ради також стала спадковою. Встановлене законом число її членів часто перевищувалося, крім того, не завжди дотримувалися заборони на призначення до неї іноземців.
Серед членів риксроду духовні особи внаслідок своєї важливості та освіченості посідали перші місця. Під час підписання документів єпископи ставили свої імена перед іменами світських осіб. У раді часто засідали лагмани, але їхня присутність ніколи не мала незаперечного права.
У зв'язку з тим, що король Ерік Померанський (1396—1439) призначав до ради датчан, в Уложенні короля Крістофера (1442) було закріплено, що король повинен керувати державою, користуючись радниками, народженими у Швеції (infödde), а не тими, що просто проживають у його королівстві (inländske), як це було сформульовано в ландслазі Магнуса Ерікссона.
Риксрод не був постійним органом, а збирався за особливим запрошенням. Поступово коло його обов'язків розширювалося. Його рада та схвалення (що часто було одним і тим же) зазвичай потрібні під час призначення членів Риксроду й вищих посадових осіб, таких як дротс і марск, введення нових податків, а також розв'язання питань зовнішньої політики (війна, мир, укладення договорів), роздавання ленів тощо.
Апогеєм впливу Риксроду стало прийняття так званої Кальмарської рецесії 1483 року, згідно з якою, якщо хтось хотів подати скаргу на короля, то зобов'язаний був це робити в раді, а якщо ж який-небудь член Риксроду йшов проти своїх побратимів, то він повинен був бути з ганьбою видалений з ради.
Після жорстких заходів, ужитих Крістіаном II (1520-23) щодо шведської аристократії, значення Риксроду применшилося. З переходом шведської корони до роду Ваза (1523) раду стали призначати з волі короля. Вона була перетворена в урядову раду — вищий колегіальний орган державного управління і суду. До його складу увійшли відомі чиновники-німці, а також представники шведського дворянства. Одночасно внаслідок проведеної реформації церкви рада позбулася найбільш освіченого й обізнаного елемента. На відміну від колишнього Риксроду, члени нового органу повинні були постійно перебувати при королі й регулярно виконувати свої обов'язки.
При Юхані III і Сигізмунді III вплив аристократії посилився до такої міри, що вона знову стала небезпечною для королівської влади. Знать постійно намагалася розширити свій вплив, проте герцог Карл жорстоко придушив її опір. 1602 року він відновив раду, скасовану під час внутрішніх негараздів кінця XVI ст., але відтепер вона мав лише дорадчі функції.
При Густаві II Адольфі рада була реорганізована в постійний дорадчий орган з резиденцією в столиці, яка повинна була заміщати короля в разі його відсутності. У цей же час на засіданнях Риксроду стали вести протоколи. У формі правління 1634 року було закріплено перетворення Риксроду з органу, що скликається в певний день, у постійну раду, що засідала у столиці. Такі зміни вплинули і на взаємини короля з Риксдагом. Ставши тепер центральним органом адміністрації, Риксрод більше не міг бути ядром Риксдагу, у зв'язку з чим у статуті Лицарських зборів, прийнятого 1626 року, було ухвалено, що члени Риксроду могли засідати в зборах тільки тоді, коли їм було необхідно від імені короля вести переговори з дворянством, проте вони не мали там права голосу. Проте аж до 1789 року зберігався звичай, згідно з яким остаточне рішення Риксдагу підписувалося як Риксродом, так і станами.
За формою правління 1634 року кількість членів риксроду становила 25 осіб, зокрема 5 осіб, які займали вищі пости держави. Згідно з положенням 1660 року про зміну форми правління їх кількість не повинна була перевищувати 40 осіб. Тим же документом було закріплено правило, згідно з яким одночасно в риксроді не могло засідати більше трьох членів одного роду.
З посиленням у цей період влади аристократії зросло й значення Риксроду, чому більшою мірою сприяли два регентських правління при малолітній Кристині і Карлі XI. Відповідно до зміни у формі правління 1634 року, нові члени ради повинні були обиратися з його згоди і схвалення; якщо ж уряд проводив будь-яке питання поза радою, то будь-який із членів Риксроду міг зажадати його скликання.

## Занепад значення органу
Спосіб дій, який був властивий Риксроду в період малолітства Карла XI, призвів до його занепаду. На Риксдазі 1680 король добився права запитувати Риксрод про його думку, тільки якщо вважатиме за необхідне. Таким чином, відтепер король міг самостійно ухвалювати рішення. Карл XI скористався цим, щоб перетворити королівську владу в самодержавну і повністю усунути Риксрод від управління, залишивши йому лише функції верховного суду.
Відповідно до форми правління 1660 року, регентський уряд при неповнолітньому Карлі XI був підзвітний Риксдагу, внаслідок чого 1680 року члени Риксроду постали перед особливою комісією Риксдагу, яка постановила, що вони повинні виплатити короні як компенсацію значні грошові суми.
Після того як роди, з яких призначали членів ради, сильно постраждали від редукції, зникла основа могутності Ріксроду — велике землеволодіння. У цей час значення Риксроду зменшилося так, що його члени замість державних радників стали називатися королівськими.
Під час Північної війни, поки Карл XII був відсутній у Швеції, всі важливі питання він вирішував самостійно, проте поступово у зв'язку з необхідністю мати в Швеції центральну владу управління перейшло в руки ради. Повернувшись з Туреччини, Карл передав значну частину державного управління двом новим установам — Закупівельній депутації (Upphandlingsdeputationen) і податковій скарбниці (Kontributionsränteriet), за радою ж збереглися лише судові функції.

## «Епоха свободи»
Період «епохи свобод» став новою віхою в історії Риксроду. Відразу ж після загибелі Карла XII аристократія знову спробувала відновити колишню могутність ради, однак ці спроби наштовхувалися на неможливість скасувати результати редукції. Замість цього значно зросло значення Риксдагу. Формою правління 1719 року було встановлено, що кількість державних радників (старий титул був відновлений) не повинна перевищувати 24 осіб, включаючи президентів колегій. Однак форма правління 1720 року дещо змінила кількісний склад Риксроду, зменшивши кількість його членів до 16, у число яких президенти колегій не входили (за винятком президента Канцелярії). Втім, уже на Риксдагу 1726—1727 років число місць в Риксроді було збільшено до 23.
У період «ери свобод» призначення в Риксрод відбувалося так. Комітет, який складається з представників трьох вищих станів, висував на кожне вакантне місце три кандидатури, після чого король вибирав одну з них. З 1766 року в практику було введено правило, згідно з яким особа, кандидатура якого тричі фігурувала в пропонованому королеві списку, в четвертий раз у цьому списку вказувалася одна.
Рада ділилась на дві частини. Спочатку в першій обговорювалися справи, пов'язані з питаннями юстиції та зовнішньої політики, а в другій — питання внутрішньої політики і оборони, проте після 1727 року питання зовнішньої політики були передані у відання другій частині, а внутрішньої — у ведення першої. Щодо найбільш важливих справ частини Риксроду проводили спільні засідання.
У цей період влада Риксроду порівняно зі владою короля значно зросла. Монарх тепер повинен був правити «за порадою ради». Під час вирішення загальних питань управління король голосував разом з Риксродом, при цьому в нього було два голоси і право вирішального голосу при paria vota.
Згідно з формою правління 1720 років, призначення на вищі державні пости повинні були відбуватися в раді, однак, якщо вибір короля погрожував «шведським законам, форми правління чи успішності і гідності добропорядних підданих», то вдавалися до голосування. У королівському зобов'язанні Адольфа Фредріка (1751—1771) встановлювалося, що Риксрод повинен висувати на такі посади три кандидатури, але після невдалої спроби монархічного перевороту 1756 року було вирішено, що обер-статгалтер (губернатор Стокгольму), полковники гвардії і артилерії, а також капітан-лейтенант драбантів повинні призначатися шляхом голосування в раді.
Рішення дрібніших питань і призначення на менш важливі посади, згідно з формою правління 1720 року, входили в компетенцію короля, який мав право вирішувати їх після обговорення з відповідними державними органами та в присутності двох членів Риксроду. Якщо король ігнорував думку вищевказаних органів, то справу передавали на розгляд до ради.
Риксрод отримав право брати управління державою на себе в разі від'їзду або хвороби короля, а також у разі, якщо королівський трон був не зайнятий. За таких обставин, а так само «за якої-небудь іншої несподіваної події, коли того вимагатиме благо держави і свобода станів» Риксрод повинен був скликати Риксдаг.
Якою б невеликою була роль Риксроду, проте він був у підпорядкуванні Риксдагу, оскільки члени ради фактично призначалися станами, він мав право перевіряти, як здійснюється управління державою, а також закликати членів Риксроду до відповіді в секретному комітеті, будь-якої іншої депутації або ж спеціально призначеної комісії. Члени Риксроду могли постати перед судом не тільки за явні злочини, а й за прийняті ними заходи, які могли вважати шкідливими для держави. В останньому випадку існувала практика зняття їх з посади зі збереженням за ними пенсії та титулу члена Риксроду, що заважало їм як дворянам посісти місце в Лицарських зборах.
Після перевороту 1772 року Риксрод втратив частину своєї влади на користь короля. Король відтепер міг сам призначати членів ради, число яких було зменшено до 17. Вони тепер були підзвітні лише монарху. 7 членів Риксроду повинні були бути обізнаними в законах, оскільки вони утворювали так звану Юстиць-ревізію (justitierevisionen), якій належала верховна судова влада.
Обов'язком Риксроду було давати поради, а не управляти. Король сам приймав рішення з усіх питань, за винятком справ, що стосувалися здійснення верховної судової влади, оголошення війни і укладення миру. Призначення на вищі державні посади і відставка з них повинні були відбуватися в раді, крім того, всі законопроєкти підлягали обговоренню в Риксроді, однак його думка не була вирішальною. Інші питання адміністрування та використання на нижчі посади король на свій розсуд вирішував у своєму кабінеті. За відсутності короля або під час його хвороби управління державою здійснювалося лише тими членами Риксроду, які для цього призначалися королем. Якщо прямого наказу короля не було, то управління переходило до президента Канцелярії і чотирьох членів Риксроду, які найдовше перебували на посаді.
1789 року король, відповідно до «Акту єднання і безпеки», отримав неподільну законодавчу ініціативу, всю повноту влади над державним управлінням і право оголошувати наступальну війну. Риксрод був скасований.

## Риксрод в інших країнах
Риксрод як орган законодавчої влади існував також у Данії та Норвегії.